# メリッソス

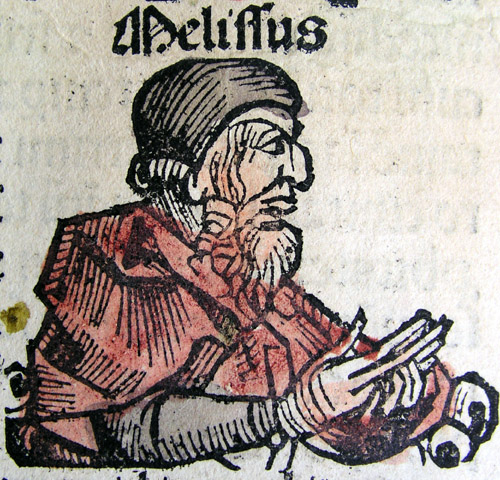
『ニュルンベルク年代記』の挿絵に描かれたメリッソス。

メリッソス（古希: Μέλισσος ὁ Σάμιος, Mélissos ó Sámios, 紀元前470年-？）は、紀元前5世紀に活躍した古代ギリシアの哲学者である。しばしばサモスのメリッソスと呼ばれる。

## 概要
メリッソスはイタイゲネスの子でサモス島出身と伝わる。彼はエレア派に属してパルメニデスに師事し、ただ「有るもの」のみ有り、有らぬものは有らぬのであって、そこを認識することのなかに真理があるという師の思想を継承した。「有るもの」は生成消滅もせずに、唯一のものであり、分割不能であり、変わらないし、動かない。またそれだけが思惟の対象であるとする思想をさらに徹底し、パルメニデスの唱えた「有るもの」は空間的にも無限であるとした。サモスの艦隊を指揮してペリクレス時代の絶頂期にあったアテナイ艦隊を打ち破った。